# Gims: On the Record
Pour plus de détails, voir Fiche technique et Distribution.
Gims: On the Record est un film documentaire réalisé par Florent Bodin, distribué par Netflix sorti le 17 septembre 2020. Le film raconte les dix dernières années de la carrière du chanteur Gims. 
Le film a une note de 6,8 sur Internet Movie Database.